# Wirklichkeit
Mit dem Begriff Wirklichkeit kann einerseits eine Auffassung verstanden werden, bei der die Welt in einem objektiven Sinne unabhängig von einem Beobachter gegeben ist und andererseits die Auffassung, dass Wirklichkeit die subjektiv geistige Welterfahrung darstellt, so wie sie sich für ein Individuum auf Basis seiner kognitiven Möglichkeiten ergibt.
So kann man bei Wittgenstein, einem Vertreter der Auffassung einer objektiv gegebenen Wirklichkeit, eine Reihe von Formulierungen finden, durch die die gesamte Wirklichkeit als die Gesamtheit der Tatsachen dargestellt wird. Diese Wirklichkeit besteht unabhängig von einem wie auch immer gearteten Beobachter oder Subjekt. Dagegen steht die Auffassung, dass die Wirklichkeit eines Subjekts von seiner kognitiven Verfasstheit abhängt und nicht auf eine subjektunabhängige Darstellung weiter reduziert werden kann. Damit lebt dann beispielsweise eine Fledermaus oder ein Wurm in einer ganz anderen Wirklichkeit als wir Menschen.
Die Frage, was Wirklichkeit sein soll, ob der Mensch also die Wirklichkeit erkennen kann oder ob es nur kulturell bedingte Formen von Wirklichkeitsbewusstsein gibt, beschäftigte die Philosophie seit ihren Anfängen.
Philosophische Gegenbegriffe zur Wirklichkeit sind Schein, Traum oder Phantasie. In der Philosophie unterscheidet man nach der Modalität des Seins zwischen Wirklichkeit, der „bloßen“ Möglichkeit, die nicht verwirklicht ist, und der Notwendigkeit. Eine Wirklichkeit, die nicht notwendig ist, ist kontingent, d. h., es wäre auch möglich gewesen, dass diese bestimmte Wirklichkeit so nicht eingetreten wäre. Wirklichkeit umfasst also Kontingentes und Notwendiges. Unmögliches kann niemals wirklich werden. Über das, was unmöglich ist, gibt es in verschiedenen Kulturen (und Religionen) natürlich verschiedene Ansichten.

## Begriffsinhalt
Das deutsche Wort Wirklichkeit wurde von Meister Eckhart als Übersetzung von lateinisch actualitas eingeführt. Hierin ist neben der Handlung (actus) auch ein Bezug zur zeitlichen Nähe der Gegenwart enthalten. Der sprachliche Bezug zu Wirken und Werk rückt den Begriff der Wirklichkeit aber eher in die Nähe des aristotelischen Begriffs der energeia, welcher auf ergon für „Werk“ zurückgeht und der in der Scholastik durch actualitas übersetzt wurde.
Oft wird zwischen Wirklichkeit und Realität nicht unterschieden. Es gibt aber auch Begriffsverwendungen, in denen mit dem Begriff „Wirklichkeit“ eine Realität gemeint ist, die auf Dinge eingeschränkt ist, die eine Wirkung haben oder ausüben können, also physikalische Gegenstände (siehe Wechselwirkung). In dieser Unterscheidung sind gedankliche Gegenstände wie Zahlen oder Theorien zwar Bestandteil der Realität, aber nicht der Wirklichkeit. Diesen Gegenständen eine eigene Art der Existenz zuzuschreiben, die ihre Realität unabhängig davon macht, ob jemand an sie denkt, und die dafür sorgt, dass sie Geltung für alle Erkenntnissubjekte beanspruchen können, wird als Platonismus bezeichnet. Ob platonische Positionen korrekt oder in gewisser Hinsicht notwendig sind, ist oft Gegenstand philosophischer Debatten (vgl. z. B. Universalienproblem).
Es gibt in der Philosophie auch die gegenteilige These, dass alle Gegenstände der Erkenntnis nur gedankliche Konstruktionen sind und dass der Mensch nicht erkennen kann, ob es diese Gegenstände überhaupt gibt oder wie diese Gegenstände beschaffen sind. Diese Debatte wurde und wird zwischen den philosophischen Strömungen des Realismus und des Idealismus in vielfältigen Varianten über den ganzen Verlauf der Ideengeschichte geführt. Der exakte Gehalt, die Intersubjektivität, die epistemische Zugänglichkeit, Verlässlichkeit und Relativität sowie der metaphysische Wert der Wirklichkeit sind dabei umstritten.
Eine Rolle in der Diskussion um den Status der Wirklichkeit spielt die Frage, inwieweit die Wirklichkeit menschlicher Erkenntnis zugänglich ist und ob dieser Zugang bloß relativ zu den vorhandenen Begriffen und technischen Möglichkeiten steht. Hierfür kann man die Realismusdebatte in der modernen Teilchenphysik anführen: Sie dreht sich darum, ob die von bestätigten physikalischen Theorien angenommenen Elementarteilchen, aus denen die Wirklichkeit aufgebaut sein soll, im ontologischen Sinne wirklich sind, auch wenn sie prinzipiell nicht direkt durch die Sinnesorgane wahrgenommen werden können, sondern ihre Existenz nur indirekt über Messungen und Modelle bestätigt werden kann. Alternativ wird solchen Entitäten zugesprochen, dass es sich nur um instrumentelle Konstrukte handelt. Im frühen 20. Jahrhundert kam es zu einer noch grundlegenderen wissenschaftstheoretischen Diskussion darüber, ob Aussagen über die Wirklichkeit verifizierbar oder nur falsifizierbar sind und inwieweit wissenschaftliche Aussagen immer theorieabhängig sind. Wenn man dieses unterstellt, sind wahre Aussagen über die Wirklichkeit nicht möglich bzw. hängen immer von den bewussten und unbewussten Prämissen einer Theorie ab.
Für verschiedene Standpunkte jüngeren Datums siehe Wissenschaftlicher Realismus, Physikalismus, Konstruktivismus, Externalismus und Internalismus, Außenwelt oder Sozialer Tatbestand.

## Wirklichkeit im dialektischen Materialismus
Nach dem Verständnis des dialektischen Materialismus geht in der Veränderung der Dinge ständig Möglichkeit in Wirklichkeit über. Möglichkeit und Wirklichkeit hängen dialektisch zusammen.  Die Veränderung und Entwicklung ist eine Realisierung zuvor bestehender Möglichkeiten. So wird z. B. von religiöser und idealistischer Seite die Kategorie „Möglichkeit“ in einem absoluten Sinne der Wirklichkeit vorangestellt, um Weltschöpfungslehren zu begründen. Man darf sie jedoch nicht gegeneinander verabsolutieren.